# Igualda posticalis
Igualda posticalis är en skalbaggsart som beskrevs av Thomson 1868. Igualda posticalis ingår i släktet Igualda och familjen långhorningar. Inga underarter finns listade i Catalogue of Life.